# Кушнеренко Михайло Михайлович
Михайло Михайлович Кушнеренко (18 серпня 1938, село Строганівка, тепер Чаплинського району Херсонської області — 2 квітня 2021, місто Херсон) — український політичний і державний діяч. Голова Херсонської облдержадміністрації (1997—1998). Депутат Верховної Ради СРСР у 1989—1991 роках. Депутат Верховної Ради УРСР 11-го скликання. Член Ревізійної комісії КПУ в 1986—1990 роках. Член ЦК КПУ в 1990—1991 роках.

## Життєпис
Народився в селянській родині. З 1956 року працював колгоспником у колгоспі імені Горького Чаплинського району.
У 1962 році закінчив Херсонський сільськогосподарський інститут.
З 1962 року — інспектор-організатор Каховського територіального виробничого колгоспно-радгоспного управління, головний агроном радгоспу «Новомаячківський» Цюрупинського району.
Член КПРС з 1964 року.
З 1970 року — головний агроном радгоспу імені Латиських стрільців Цюрупинського району, начальник районного управління сільського господарства Цюрупинського райвиконкому Херсонської області.
У 1972—1975 роках — голова колгоспу імені XXI з'їзду КПРС Цюрупинського району Херсонської області.
У 1975—1979 роках — голова виконавчого комітету Голопристанської районної ради народних депутатів Херсонської області.
З вересня 1979 року — 1-й секретар Великоолександрівського районного комітету КПУ Херсонської області.
Закінчив заочно Вищу партійну школу при ЦК КПУ.
У січні — грудні 1983 року — завідувач сільськогосподарського відділу Херсонського обкому КП України.
З грудня 1983 року — 1-й заступник голови виконавчого комітету Херсонської обласної ради народних депутатів.
З 21 грудня 1983 року — голова виконавчого комітету Херсонської обласної ради народних депутатів.
З 23 червня 1987 по серпень 1991 року — 1-й секретар Херсонського обласного комітету Компартії України.
З 26 березня 1989 року — депутат Верховної Ради СРСР. З 7 березня 1990 — обраний депутатом Херсонської обласної ради.
З 5 квітня 1990 року — голова Херсонської обласної ради народних депутатів.
З 15 червня 1996 року — начальник Херсонського обласного управління сільського господарства і продовольства.
З 28 липня 1997 по 7 квітня 1998 року — голова Херсонської облдержадміністрації.
Потім — на пенсії в місті Херсоні.

## Нагороди
- орден Жовтневої Революції (17.08.1988)
- орден Трудового Червоного Прапора
- медаль «За трудову доблесть»
- медаль «За доблесну працю»